# Domein Herkenrode

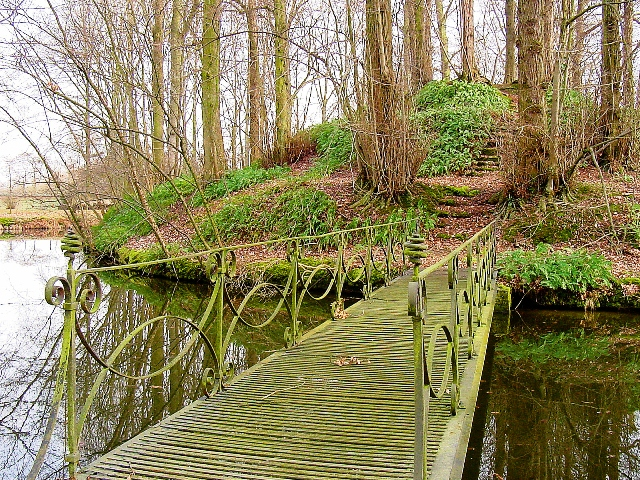
De getrapte met linden beplante en omwaterde motte bij het kanaal Leuven-Rupel aan de zuidrand van het landgoed Herkenrode

Het Domein Herkenrode is een parkdomein in de Belgische gemeente Haacht, nabij het dorp Wespelaar. Sinds 1986 herbergt het domein een belangrijke dendrologische collectie: het Arboretum Wespelaar.

## Beschrijving
Het Domein Herkenrode werd aangelegd als buitenverblijf in de jaren 50 van de achttiende eeuw. Het telde een landhuis met bijgebouwen en een sterrenbos. In het zuiden van het domein, tegen de Leuvense vaart aan, ligt ook vandaag nog een motte, waarop vroeger een paviljoen stond. In de twintigste eeuw werd het landgoed naar het noorden toe uitgebreid met het Arboretum van Wespelaar.

## Geschiedenis
De naam Herkenrode verwijst naar de eerst bekende eigenaar van het domein: Jean-Baptiste van Herckenrode was de hoofdmeier van Leuven in de jaren 50 van de achttiende eeuw en liet in Wespelaar een buitenverblijf aanleggen. Aan het einde van de achttiende eeuw bestaat het vijftien hectare grote domein voornamelijk uit bos, met centraal een omgracht rechthoekig perceel met landhuis. Net ten zuiden hiervan, tegen de Leuvense vaart (gegraven rond dezelfde tijd), werd op een motte een paviljoen gebouwd in Lodewijk XV-stijl. Het is waarschijnlijk dat de motte al bestond vóór de aanleg van het domein Herkenrode.
Aan het einde van de achttiende eeuw werd een eind ten noordwesten van het domein van Herkenrode het kasteelpark van Wespelaar aangelegd door de familie Artois. Tegen 1819 was het domein van Herkenrode vergroot, waarbij het bos was uitgebreid, voornamelijk naar het westen en het noorden (tot aan de straat), en het rechthoekige drevenpatroon vervangen werd door uitstralende dreven vanaf het centrale landhuis met twee sterren in het bos. In deze tijd was het buitenverblijf eigendom van Gerard d'Onyn de Chastre, burgemeester van Leuven, en zoon van Marie Cathérine de Herckenrode. Rond 1860 werd het achttiende-eeuwse landhuis afgebroken en vervangen door een witgepleisterde villa. Net als voordien was de voorgevel naar het zuiden gericht.
Rond de eeuwwisseling of in de eerste decennia van de twintigste eeuw verdween de oorspronkelijke omgrachte rechthoek. In 1924 werd het domein aangekocht door de buren van het kasteelpark van Wespelaar: Guillaume de Spoelberch. Tezamen met het kasteelpark van Wespelaar werd het domein tussen 1947 en 1954 gebruikt door de jeugdbeweging KSA. In 1964 werd de meer dan honderd jaar oude villa en de aanhorige gebouwen afgebroken. Aan de noordzijde van het domein, langs de straat, werd een nieuw classicistische gebouw opgericht naast de oorspronkelijke hoofdas van het domein.
Sinds 1970 beheert erfgenaam Philippe de Spoelberch het domein Herkenrode. De bossen ten noorden van de straat gingen ook deel uitmaken van het domein en tezamen met het sterrenbos werden deze bossen uitgedund en verrijkt met nieuwe soorten bomen. In de zuidelijke helft van het sterrenbos bleef de sterstructuur bewaard. De noordelijke helft werd ingrijpender heraangelegd. Sinds 1986 werden de weilanden ten noorden van de straat beplant en werden deze voormalige weilanden en bossen heraangelegd tot het Arboretum van Wespelaar.